# Bålgård
Bålgård är en ort i Arvika kommun, belägen sydost om Arvika i Arvika socken norr om Bålgårdstjärnet. En del av byn avgränsades och definierades av SCB 1995 som en småort med namnet Bålgård (södra delen).